# Manuel G. Posadas
Manuel Gervasio Posadas fue un destacado músico, periodista y militar argentino del siglo XIX.

## Biografía
Manuel G. Posadas nació en la Ciudad de Buenos Aires el 18 de octubre de 1841 en una familia de origen africano. Desde joven mostró vocación por la música, realizando estudios con el profesor Silveira.
Casó con Emilia Smith, también afroporteña, con quien tuvo al menos tres hijos: Carlos, Manuel y Luis María, dedicándose los dos primeros a la música, actividad en la que destacaron.
En 1865 se alistó en el Ejército Argentino como voluntario para luchar en la Guerra del Paraguay. Asignado al 2.º batallón del 3.er. regimiento al mando del coronel José María Morales ascendió rápidamente a sargento pero con motivo de una enfermedad tuvo que abandonar la campaña y regresar a Buenos Aires.
Decidido partidario del general Bartolomé Mitre, Posadas fue nombrado capitán de Guardias Nacionales. Participó de la Revolución de 1874 y tras la derrota del partido liberal continuó dando clases de música y escribiendo en diversos medios de prensa de su ciudad entre ellos El Eco Artístico y La Nación.
Volvió a enlistarse, revistando como mayor en el batallón Sosa que mandaba el coronel Morales. Tomó parte activa en la revolución de 1880 y en los enfrentamientos del lunes 21 de junio en Puente Alsina y los Corrales (hoy Parque Patricios). Participó también de la revolución de 1890, que pese a ser derrotada llevó a la renuncia del presidente Miguel Juárez Celman.
Como violinista actuó en varias oportunidades en los teatros Colón y Ópera. Falleció en Buenos Aires el 13 de marzo de 1897.